# Быстрицкий, Александр Григорьевич
Александр Григорьевич Быстрицкий (5 сентября 1911, Ружин, Киевская губерния — 24 апреля 1979 года, Тюмень) — советский геолог. Первооткрыватель газовых и нефтяных месторождений. Именно под его руководством была заложена скважина, давшая первый фонтан березовского газа и положившая начало эре нефте- и газодобычи в Западной Сибири. Лауреат Ленинской премии.

## Биография
Александр Григорьевич Быстрицкий родился в 1911 году в еврейском местечке Ружин Сквирского уезда в семье портного. Окончив 7 классов, пошёл работать. Работал в ткацкой мастерской, на кондитерской фабрике, в 1930—1931 годах — забойщиком на шахте «Пролетарий» на Донбассе. Показав себя хорошим работником, в 1932-м году был направлен на рабфак Киевского горного института, который потом перевели в Днепропетровск.
В 1937 году, получив диплом инженера, распределяется в московский трест «Спецгео», проводивший работы в Средней Азии. По специальности он работал недолго. Страна жила ожиданием войны, поэтому в 1937—1938 годах А. Г. Быстрицкий становится курсантом школы летчиков в г. Нерчинск. До начала войны он успел поработать начальником геологоразведочной партии в Архангельской области, набираясь опыта и как инженер, и как руководитель.
На протяжении всей Великой Отечественной войны с 1941 по 1945 год летал штурманом на бомбардировщике на Южном, 4-м Украинском и 3-м Белорусском фронтах. Участник штурма Кёнигсберга. Закончил войну в звании гвардии старшего лейтенанта.
После войны возглавлял разведочную экспедицию в Молдавии. Приказ о его назначении начальником буровой партии в Берёзово был подписан 14 февраля 1952 года. Всё нужно было начинать с нуля — не было ни производственных баз, ни жилья. Предстояло доставить из Тюмени и смонтировать буровую установку.
Зимой 1952 года А. Г. Быстрицкий, опираясь на инженерные расчёты, единолично принимает, как впоследствии оказалось, судьбоносное для Тюменского края решение: он решает перенести скважину на 1,5 км от первоначально запланированной точки бурения. Позднее выяснилось, что если бы скважину пробурили бы в заданном месте, она бы дала только воду, и открытие газа отодвинулось бы на неопределенный срок.
Буровую скважину Р-1 поставили за 2 месяца — для того времени рекордный срок в северных условиях. Бурение началось 29 сентября 1952 года.
В руководстве «Тюменьнефтегеологии» решили, что налицо факт самоуправства и нарушения директивного указания. А. Г. Быстрицкому был объявлен выговор. Впоследствии его перевели из Берёзово — по официальной версии — для укрепления Покровской буровой партии, к 1952 году собравшую убытков на 207 тысяч рублей. По неофициальной версии — за самовольное изменение места расположения скважины Быстрицкому грозил арест.
21 сентября 1953 года произошла авария, которая впоследствии стала точкой отсчёта освоения газовых и нефтяных месторождений Тюменского Севера. При подъёме бурового инструмента после разбуривания цементного стакана начался выброс бурового раствора, перешедший в открытый газо-водяной фонтан. Оставшиеся неподнятыми трубы выбросило из скважины.
Бывший партийный работник Н. В. Вокуев вспоминает:
День 21 сентября 1953 года советская и мировая пресса назвала позже событием века. Но для жителей села это была трагедия: из скважины вылетели трубы, а затем раздался страшный рёв и забил мощный фонтан воды с газом. Утром нас, двоих членов бюро окружкома КПСС, меня и А.И. Ключникова, командировали в Берёзово для оказания практической помощи, так как была очень большая паника среди населения. К нашему приезду райком КПСС, его первый секретарь вместе с начальником участка Г.Д. Сурковым уже провели противопожарные мероприятия и организаторскую работу среди населения. Но гул был слышен за 30 километров. Наступившие морозы превратили буровую вышку в огромную сорокаметровую искрящуюся ото льда гору.
Как бы то ни было, человек, волею обстоятельств и профессионального чутья ставший у истоков первого газового месторождения, не был 21 сентября 1953 года на месте прорыва исторического фонтана. В Берёзово он вернулся только согласно приказу от 25 марта 1954 года. За те же 11 месяцев, пока он руководил Покровской буровой партией, она перевыполнила план и сэкономила государству немалые деньги.
В критический момент оказалось, что на буровой нет соответствующего оборудования. Если бы на устье скважины установили превентор и всё бы шло по правилам эксплуатации, то скважину задавили бы глинистым раствором. Но правила были нарушены, так как все были уверены, что скважина пустая и газа в ней нет. Геологи расплачивались за допущенную халатность дорогой ценой. Для жителей Берёзова наступили тяжелые времена: боялись топить печи, опасаясь взрыва; прекратились рейсы пароходов и самолётов. Над посёлком стоял такой шум, что невозможно было разговаривать на улицах. Надвигалась суровая сибирская зима, и многие семьи собрались уезжать.
Лишь в июне 1954 года удалось задавить газовый фонтан. Когда механик Березовской экспедиции В. И. Петрушин наконец закрыл устье скважины, внезапно наступившая тишина обескуражила жителей Березово. Обледеневшая вышка символизировала время больших перемен. К лету лед растаял, по реке прибывали баржи с цементом. Надёжно закупоренная скважина превратилась в памятник эпохе.
В 1956 году Березовская экспедиция была преобразована в контору глубокого бурения, в должности её начальника Быстрицкий работает до апреля 1958 года. Берёзовское месторождение находилось в стадии разведки до 1958 года.
В 1958—1974 годах заместитель начальника Главного Тюменского производственного геологического управления Р.-Ю. Г. Эрвье.
За годы его руководства были открыты Березовское, Деминское, Северо-Алясовское, Чуэльское и Похромское месторождения газа. Он во многом способствовал открытию Шаимского, Сургутского, Вахского, Салымского нефтяных месторождения, Пуровского и Тазовского газоносных районов.
В 1964 году Александр Григорьевич Быстрицкий становится лауреатом Ленинской премии «за научное обоснование перспектив нефтегазоносности Западно-Сибирской низменности и открытие первого в этой провинции Берёзовского газоносного района».

…Когда двадцать лет спустя я спросила Быстрицкого, какой эпизод из западносибирской эпопеи запомнился ему больше всего, он ответил без колебания:
— Первый момент тишины в Берёзове. Знаете, это была такая тишина… Победная, иначе не скажешь. — Л.М. Неменова. Главный геолог. — Москва: Советская Россия, 1975. — С. 65. — 224 с. — (Люди Советской России). — 50 000 экз.
С декабря 1974 года становится старшим инженером производственно-диспетчерской службы группы контроля. Депутат Тюменского горсовета.
Умер 24 апреля 1979 года.

## Память
- Именем А. Г. Быстрицкого названы улицы в поселках Игрим и Березово[15].
- В ноябре 2011 года к 100-летию со дня рождения был выпущен документальный фильм «Три подвига Александра Быстрицкого»[16], автор Анатолий Омельчук, режиссёр Эдуард Улыбин[17].

## Семья
Сын — Григорий Александрович Быстрицкий. Окончил Тюменский индустриальный институт, кандидат геолого-минералогических наук, Заслуженный геолог РФ.

## Награды
- Орден Отечественной войны II степени (1944)
- Орден Красной Звезды (1945)
- Медаль «За взятие Кенигсберга»
- Медаль «За победу над Германией в Великой Отечественной войне 1941-1945 гг.»
- Лауреат Ленинской премии (1964)
- Орден Трудового Красного Знамени (1966)
- Знак «Отличник разведки недр» (1967)
- Медаль «За доблестный труд. В ознаменование 100-летия со дня рождения В. И. Ленина»
- Медаль «За освоение недр и развитие нефтегазового комплекса Западной Сибири»